# Asarum asaroides
Asarum asaroides är en piprankeväxtart som beskrevs av Tomitaro Makino. Asarum asaroides ingår i släktet hasselörter, och familjen piprankeväxter. Inga underarter finns listade i Catalogue of Life.